# Генерал-майор инженерно-технической службы
Генерал-майор инженерно-технической службы, генерал-майор инженерно-танковой службы, генерал-майор инженерно-авиационной службы и генерал-майор инженерно-артиллерийской службы — персональное воинское звание высшего офицерского состава инженерно-технической службы в Вооружённых Силах СССР в 1943—1971 годах.

## История
Установлено постановлением Государственного комитета обороны СССР от 4 февраля 1943 года № 2822 «О введении персональных воинских званий инженерно-техническому, юридическому и административному составу Красной Армии» для инженерно-технического состава войск связи, инженерных, химических, железнодорожных, топографических войск.
После отмены в первой половине 1950-х годов воинских званий генерал-майор инженерно-авиационной службы, генерал-майор инженерно-артиллерийской службы, генерал-майор инженерно-танковой службы и инженер-генерал-майор оставлено в качестве воинского звания высших офицеров инженерных служб всех родов войск (лица, которым были присвоены упразднённые звания, стали считаться состоящими в воинском звании генерал-майор инженерно-технической службы).
Воинские звания генералов служб (инженерно-технической, инженерно-артиллерийской, инженерно-танковой, инженерно-технической) включавшие в себя название соответствующей службы при значительном сходстве характера деятельности и выполняемых служебных обязанностей Уставом внутренней службы 1960 года были сведены в одну — инженерно-техническую, которую включили в воинские звания генералов служб. Например, генерал-майор инженерно-технической службы.
Указом Президиума Верховного Совета СССР от 18.11.1971 г. № 2319-VIII «О воинских званиях офицерского состава Вооруженных Сил СССР» из воинских званий генералов технической службы исключалось наименование службы (техническая), которое заменялось словом «инженер»: вместо звания генерал-лейтенант инженерно-технической службы введено звание генерал-лейтенант-инженер (в соответствии с постановлением Совета Министров СССР от 18 ноября 1971 г. № 846 «Об утверждении Положения о прохождении воинской службы офицерским составом Вооруженных Сил СССР» генерал-майоры инженерно-технической службы стали считаться состоящими в воинском звании генерал-майор-инженер).
Указом Президиума Верховного Совета СССР от 26.04.1984 из воинских званий генералов родов войск (артиллерии, танковых войск, инженерных войск, войск связи и технических войск) исключалось наименование рода войск — таким образом звание унифицировалось с общеармейским генерал-майор.

## Список генерал-майоров инженерно-технической службы
- Абрамов, Виктор Михайлович (25.10.1967) (1920—1978)
- Авилов, Константин Васильевич (19.02.1968) (1918—1984)
- Агатов, Олег Константинович (07.05.1966) (1916—2005)
- Агеев, Николай Дмитриевич (18.11.1944) (1902—1958)
- Адамович, Иван Степанович (27.04.1962) (1902—1977)
- Акопян, Гевонд Авакович (18.02.1958) (1908—1986)
- Аксёнов, Юрий Николаевич (20.05.1971) (1923—2001)
- Александров, Анатолий Сергеевич (22.02.1943) (1899—1979)
- Александров, Виктор Георгиевич (16.07.1957) (1906—1982)
- Алексеев, Аркадий Петрович (16.07.1957) (1909—1985)
- Алексеев, Виктор Николаевич (27.04.1962) (1911—1979)
- Алексеев, Виктор Петрович (25.10.1967) (1921—1979)
- Алексеев, Иван Тихонович (19.02.1968) (1919—1987)
- Алексенко, Григорий Евгеньевич (08.08.1955) (1904—1969)
- Алипов, Владимир Иванович (18.02.1958) (1915—1992)
- Алфёров, Александр Фомич (27.04.1962) (1910—1982)
- Ананьев, Иван Никитич (31.05.1954) (1904—1973)
- Ананьев, Николай Иванович (25.10.1967) (1913—1986)
- Андреев, Василий Павлович (18.11.1944) (1901—1950)
- Антонов, Александр Сергеевич (07.05.1960) (1906—1985)
- Ануреев, Иван Иванович (09.05.1961) (1911—1995)
- Анфимов, Николай Васильевич (18.02.1958) (1914—1986)
- Арабов, Борис Дмитриевич (19.02.1968) (1920—2005)
- Арбузов, Андрей Иванович (25.05.1959) (1902—1983)
- Арефьев, Михаил Георгиевич (31.05.1954) (1903—1969)
- Артамасов, Яков Иванович (27.04.1962) (1906—1976)
- Асеев, Борис Павлович (23.10.1943) (1901—1965)
- Афонский, Игорь Анатольевич (07.05.1966) (1923—2002)
- Бабай, Григорий Антонович (07.05.1966) (1913—1972)
- Бабанов, Александр Иванович (18.02.1958) (1907—1991)
- Бабенко, Евгений Фёдорович (22.02.1963) (1918—2006)
- Бабенко, Константин Михайлович (18.02.1958) (1908—1981)
- Баврин, Всеволод Александрович (19.02.1968) (1920—1983)
- Багиров, Мамед Багир Габы Оглы (09.02.1944) (1901—1946)
- Бадулин, Филипп Фёдорович (31.05.1954) (1900—1973)
- Баженов, Сергей Иванович (31.05.1954) (1905—1974)
- Байков, Виктор Дмитриевич (19.02.1968) (1920—2003)
- Баранаев, Михаил Константинович (07.05.1960) (1910—1979)
- Баранов, Александр Ефимович (17.11.1943) (1901—1974)
- Баранов, Сергей Ефимович (08.11.1971) (1920—1980)
- Барсуков, Владимир Михайлович (21.02.1969) (1922—1992)
- Батраков, Александр Данилович (07.05.1960) (1908—1977)
- Бахметов, Иван Васильевич (08.11.1971) (1917—1992)
- Башлай, Константин Иванович (22.02.1971) (1918—2009)
- Белахов, Леонид Юлианович (11.07.1945) (1907—1975)
- Белецкий, Александр Федорович (07.05.1960) (1915—1991)
- Беликов, Александр Карпович (27.04.1962) (1912—1986)
- Белинский, Иван Осипович (28.04.1943) (1876—1976)
- Белов, Александр Петрович (07.05.1966) (1920—1997)
- Белов, Фёдор Иванович (17.11.1943) (1895—1979)
- Белоновский, Анатолий Сергеевич (27.04.1962) (1918—2006)
- Белотелов, Иван Ефремович (07.05.1960) (1906—1992)
- Белоусов, Георгий Константинович (16.06.1965) (1910—1985)
- Белый, Василий Петрович (18.02.1958) (1908—1959)
- Бельский, Борис Владимирович (06.11.1970) (1915—?)
- Беляков, Михаил Васильевич (22.02.1943) (1899—1965)
- Бендеров, Владимир Николаевич (22.02.1971) (1924—1973)
- Бенецкий, Герман Иванович (09.05.1961) (1914—2001)
- Бесков, Александр Дмитриевич (19.02.1968) (1918—1986)
- Бесчастнов, Николай Сергеевич (31.03.1943) (1900—1980)
- Бикмулин, Хасан Шакирович (25.05.1959) (1903—1974)
- Благов, Иван Васильевич (19.02.1968) (1916—1996)
- Бобов, Константин Семёнович (22.02.1963) (1911—1981)
- Бобровский, Владислав Александрович (27.04.1962) (1917—1998)
- Богачёв, Виктор Иванович (07.05.1966) (1916—1984)
- Богданов, Серафим Михайлович (22.02.1963) (1919—1984)
- Богомолов, Степан Александрович (31.03.1943) (1876—1965)
- Боднер, Василий Афанасьевич (18.02.1958) (1911—1995)
- Бойко, Всеволод Михайлович (27.04.1962) (1910—1981)
- Болотников, Владимир Фёдорович (18.02.1958) (1910—1977)
- Бондарев, Евгений Алексеевич (03.08.1953) (1911—1994)
- Бондзик, Григорий Филиппович (19.02.1968) (1917—1978)
- Борисов, Иван Тимофеевич (19.02.1968) (1903—1994)
- Борисов, Николай Андреевич (24.01.1944) (1903—1955)
- Брыкин, Серафим Васильевич (17.08.1953) (1905—1980)
- Бураго, Георгий Фёдорович (18.02.1958) (1901—1979)
- Бурцев, Алексей Николаевич (25.10.1967) (1919—1993)
- Бутенко, Александр Иванович (21.02.1969) (1919—1995)
- Бухалев, Алексей Васильевич (18.02.1958) (1908—1979)
- Быжко, Николай Пименович (27.04.1962) (1917—2000)
- Быков, Михаил Петрович (07.05.1966) (1918—1997)
- Ваганов, Николай Владимирович (25.10.1967) (1916—2002)
- Валиев, Рафгат Ахтямович (27.04.1962) (1911—1993)
- Валькович, Александр Павлович (07.05.1966) (1911—1970)
- Вальцев, Александр Николаевич (16.06.1965) (1910—1991)
- Васильев, Анатолий Васильевич (27.04.1962) (1921—1988)
- Васильев, Борис Андреевич (19.02.1968) (1917—2013)
- Васильев, Виктор Васильевич (16.06.1965) (1912—2003)
- Васильев, Пётр Андреевич (27.04.1962) (1909—1972)
- Васильев, Юрий Евтафьевич (09.05.1961) (1907—1987)
- Васнецов, Николай Александрович (18.02.1958) (1906—1969)
- Васюков, Дмитрий Дмитриевич (18.02.1958) (1907—1983)
- Величко, Виталий Иванович (25.10.1967) (1922—1973)
- Виноградов, Борис Владимирович (31.05.1954) (1908—1981)
- Власов, Владимир Фёдорович (31.03.1943) (1896—1955)
- Вовк, Фёдор Филиппович (25.05.1959) (1913—1997)
- Волгин, Михаил Петрович (18.02.1958) (1909—1983)
- Волгин, Николай Николаевич (22.02.1963) (1907—1999)
- Волков, Иван Филиппович (25.05.1959) (1906—1990)
- Волков, Николай Александрович (18.11.1944) (1892—1959)
- Волков, Юрий Иванович (08.11.1971) (1927—1995)
- Волкодав, Евгений Нестерович (07.05.1960) (1915—1991)
- Волокитин, Иван Михайлович (18.02.1958) (1903—1983)
- Воробьев, Юрий Иванович (22.02.1963) (1922—1993)
- Ворожцов, Борис Николаевич (13.04.1964) (1909—2001)
- Воронов, Борис Васильевич (27.04.1962) (1907—1980)
- Воронов, Михаил Павлович (27.04.1962) (1914—1997)
- Воскобойников, Михаил Ильич (07.05.1960) (1910—1977)
- Высотский, Георгий Николаевич (31.03.1943) (1895—1970)
- Высоцкий, Павел Николаевич (16.05.1957) (1910—1965)
- Гаврилин, Терентий Михайлович (08.08.1955) (1909—1964)
- Галиакберов, Фарид Закирович (25.10.1967) (1913—1984)
- Галкин, Фёдор Иванович (18.02.1958) (1902—1993)
- Гамов, Кирилл Сергеевич (20.10.1943) (1909—1969)
- Ганичев, Павел Павлович (27.04.1962) (1915—2015)
- Гвоздевский, Фёдор Алексеевич (17.11.1944) (1901—1962)
- Гениев, Николай Николаевич (28.04.1943) (1885—1955)
- Георгиевский, Пётр Константинович (22.02.1963) (1902—1984)
- Герасимов, Василий Иванович (16.06.1965) (1917—1995)
- Гервасий, Глеб Иванович (31.05.1954) (1902—1977)
- Гиршфельд, Игорь Ильич (19.02.1968) (1915—1993)
- Гладилин, Андрей Семенович (16.06.1965) (1920—2016)
- Головко, Дмитрий Васильевич (18.02.1958) (1909—1984)
- Голома, Николай Георгиевич (18.02.1958) (1907—1992)
- Голуб, Александр Александрович (27.04.1962) (1910—1983)
- Гонтарь, Филипп Андреевич (21.02.1969) (1920—2011)
- Гончаров, Евгений Андреевич (19.02.1968) (1917—2004)
- Горбачев, Фёдор Алексеевич (09.05.1961) (1911—1986)
- Гордеев, Анатолий Николаевич (07.05.1966) (1922—2016)
- Гордеев, Иван Дмитриевич (25.10.1967) (1918—1991)
- Гордиенко, Григорий Харитонович (18.02.1958) (1906—1972)
- Гордюнин, Алексей Васильевич (18.02.1958) (1909—1971)
- Горенков, Константин Алексеевич (25.10.1967) (1916—1989)
- Горин, Феодосий Александрович (07.05.1966) (1923—1969)
- Городилов, Фёдор Иванович (18.02.1958) (1912—1989)
- Грешнов, Александр Капитонович (21.07.1965) (1909—1991)
- Грибакин, Павел Сергеевич (31.05.1954) (1905—1991)
- Григорин-Рябов, Виктор Валерианович (25.10.1967) (1914—1993)
- Гришаенков, Гавриил Филиппович (18.02.1958) (1899—1978)
- Гришин, Николай Степанович (16.06.1965) (1920—1999)
- Грищенко, Василий Макарович (27.04.1962) (1913—1982)
- Грушевский, Юрий Александрович (19.02.1968) (1921—2006)
- Губанов, Николай Семёнович (18.05.1943) (1897—1964)
- Гудков, Иван Степанович (25.05.1959) (1907—1984)
- Гуменюк, Владимир Петрович (25.10.1967) (1921—2003)
- Гуревич, Петр Васильевич (18.02.1958) (1909—1973)
- Гуреев, Дмитрий Иосифович (18.02.1958) (1906—1968)
- Гурович, Илья Матвеевич (25.10.1967) (1915—1991)
- Гусак, Дмитрий Максимович (18.02.1958) (1906—1971)
- Гущин, Александр Нилович (03.08.1953) (1904—1981)
- Давыдов, Сергей Сергеевич (31.05.1954) (1902—1991)
- Далакишвили, Нариман Варламович (31.05.1954) (1906—1982)
- Даниленко, Исай Васильевич (31.05.1954) (1907—1999)
- Даничев, Владимир Николаевич (19.02.1968) (1916—2002)
- Дарский, Юрий Александрович (19.02.1968) (1916—1999)
- Дацюк, Александр Иосифович (24.12.1943) (1899—1960)
- Дергунов, Павел Евдокимович (18.02.1958) (1910—1977)
- Диденко, Иван Алексеевич (07.05.1966) (1916—1997)
- Дисский, Константин Степанович (07.05.1966) (1916—1992)
- Дисюк, Александр Трофимович (27.04.1962) (1907—1983)
- Дмоховский, Владислав Карлович (01.09.1943) (1877—1952)
- Доброленский, Юрий Павлович (25.10.1967) (1917—1993)
- Донов, Алексей Евдокимович (27.04.1962) (1910—1977)
- Доронин, Александр Петрович (18.02.1958) (1907—1974)
- Доронин, Владимир Дмитриевич (19.02.1968) (1910—1986)
- Дорошкевич, Виктор Порфирьевич (31.05.1954) (1905—1999)
- Дроздецкий, Евгений Иванович (09.08.1956) (1905—1995)
- Дроздов, Александр Александрович (27.04.1962) (1918—2010)
- Дубинин, Михаил Михайлович (18.05.1943) (1901—1993)
- Дубяга, Константин Михайлович (28.04.1943) (1877—1945)
- Дудкин, Павел Аксентьевич (09.05.1961) (1908—1969)
- Дулевич, Владимир Евгеньевич (27.04.1962) (1919—1992)
- Дыба, Александр Федотович (27.04.1962) (1915—2008)
- Дьячук, Василий Иванович (19.02.1968) (1921—2004)
- Дюков, Виктор Иванович (16.06.1965) (1913—1993)
- Егоров, Василий Акиндинович (18.02.1958) (1908—1970)
- Емелин, Михаил Иванович (29.04.1970) (1922—2007)
- Епифанов, Евгений Петрович (21.02.1969) (1922—1999)
- Ерган, Алексей Иосифович (07.05.1966) (1921—2013)
- Ермаков, Виктор Петрович (18.02.1958) (1909—1988)
- Ермолаев, Сергей Иванович (18.02.1958) (1902—1978)
- Ерохин, Игорь Петрович (27.04.1962) (1905—1969)
- Ершов, Алексей Григорьевич (18.02.1958) (1911—1982)
- Ефимов, Иван Ефимович (19.02.1968) (1916—2001)
- Ефимов, Олег Петрович (25.10.1967) (1918—1979)
- Жарков, Александр Иванович (25.05.1959) (1908—1992)
- Жданов-Шилкин, Капитон Александрович (20.12.1943) (1893—1975)
- Жемочкин, Борис Николаевич (28.04.1943) (1887—1961)
- Жерехов, Николай Васильевич (21.01.1945) (1906—1986)
- Живописцев, Николай Алексеевич (31.05.1954) (1903—1971)
- Житков, Борис Иванович (25.05.1959) (1911—2000)
- Жук, Николай Иванович (16.07.1957) (1909—1993)
- Жук, Сергей Яковлевич (22.02.1943) (1892—1957)
- Жуков, Ипполит Иванович (09.05.1961) (1915—1981)
- Жулай, Владимир Фёдорович (19.02.1968) (1918—1995)
- Журин, владимир Дмитриевич (22.02.1943) (1891—1962)
- Журичев, Дмитрий Николаевич (07.05.1966) (1914—1972)
- Завацкий, Сергей Владимирович (31.03.1943) (1884—1958)
- Заикин, Фёдор Александрович (16.07.1957) (1908—1961)
- Зайкин, Николай Васильевич (19.02.1968) (1921—1981)
- Залесский, Николай Петрович (28.04.1943) (1876—1945)
- Замков, Иван Кузьмич (31.05.1954) (1901—1989)
- Занегин, Георгий Иванович (18.02.1958) (1904—1977)
- Захаревский, Борис Павлович (31.05.1954) (1904—1977)
- Захаров, Николай Александрович (31.05.1954) (1903—1982)
- Захаров, Пётр Андреевич (22.02.1943) (1905—1974)
- Зевалкин, Григорий Иванович (07.05.1966) (1916—2010)
- Зенкевич, Николай Иванович (27.04.1962) (1908—1975)
- Золотарь, Василий Тимофеевич (18.02.1958) (1914—1990)
- Зорин, Леонид Иванович (02.11.1944) (1906—1995)
- Зотов, Виктор Васильевич (08.11.1971) (1923—1976)
- Зурабов, Роберт Сергеевич (22.02.1963) (1904—1991)
- Иванов, Валентин Андреевич (06.11.1970) (1917—1995)
- Иванов, Николай Маркелович (21.07.1965) (1911—1974)
- Иванов, Пётр Иванович (31.05.1954) (1906—1974)
- Ивановский, Андрей Владимирович (21.02.1969) (1918—1985)
- Игликов, Бердин-Гелий Жуламанович (18.02.1958) (1910—1991)
- Извощиков, Василий Иванович (18.02.1958) (1906—1972)
- Изнар, Андрей Николаевич (27.04.1962) (1915—1973)
- Ильин, Василий Фёдорович (20.05.1971) (1918—1992)
- Ильин, Сергей Сергеевич (27.04.1962) (1911—1968)
- Ильясевич, Степан Александрович (28.04.1943) (1896—1976)
- Илюхин, Вячеслав Сергеевич (22.02.1963) (1918—1982)
- Искра, Анатолий Демьянович (27.04.1962) (1913—2003)
- Истягин, Иван Артемьевич (07.05.1966) (1908—1984)
- Ищенко, Алексей Игнатьевич (16.06.1965) (1913—1976)
- Кабузан, Николай Максимович (29.04.1970) (1920—1982)
- Казаков, Игорь Ефимович (19.02.1968) (1919—2001)
- Казанский, Дмитрий Николаевич (31.05.1954) (1899—1982)
- Калерт, Алексей Александрович (22.02.1963) (1912—1977)
- Капалкин, Сергей Васильевич (29.04.1970) (1922—1994)
- Карандин, Анатолий Петрович (31.03.1943) (1887—1946)
- Карпенко, Георгий Семёнович (08.11.1971) (1915—1973)
- Карпов, Леонид Иванович (27.04.1962) (1916—2009)
- Карташов, Андрей Александрович (28.04.1943) (1890—1973)
- Карцев, Александр Егорович (19.02.1968) (1911—1998)
- Касперович, Николай Станиславович (28.04.1943) (1889—1975)
- Катеринич, Михаил Михайлович (19.02.1968) (1918—2003)
- Катков, Лев Геннадьевич (07.05.1966) (1920—1972)
- Кашин, Павел Иванович (16.06.1965) (1915—1984)
- Квасов, Георгий Захарович (31.05.1954) (1904—1993)
- Келдыш, Всеволод Михайлович (28.04.1943) (1878—1965)
- Кирилкин, Георгий Александрович (18.02.1958) (1906—1992)
- Кириллов, Анатолий Семёнович (19.02.1968) (1924—1987)
- Кириллов, Василий Михайлович (19.02.1968) (1913—1978)
- Кирпичников, Пётр Иванович (24.01.1944) (1903—1980)
- Киселёв, Виктор Алексеевич (08.11.1971) (1918—2006)
- Киселёв, Виктор Иванович (09.05.1961) (1911—1992)
- Кичигин, Александр Иванович (27.04.1962) (1919—1999)
- Клебанов, Вениамин Самуилович (06.11.1970) (1922—1990)
- Клименко, Леонид Васильевич (09.05.1961) (1908—1987)
- Клопов, Леонид Фёдорович (25.10.1967) (1918—2012)
- Кнорре, Анатолий Карлович (03.09.1944) (1895—1981)
- Кнунянц, Иван Людвигович (11.05.1949) (1906—1990)
- Кныш, Иван Иванович (18.02.1958) (1907—1984)
- Кобельков, Николай Яковлевич (25.05.1959) (1913—1984)
- Коваленков, Валентин Иванович (31.03.1943) (1884—1960)
- Кожевников, Георгий Никитич (20.10.1943) (1902—1966)
- Козин, Николай Андреевич (07.05.1966) (1910—1998)
- Козлов, Александр Григорьевич (07.05.1960) (1907—1973)
- Козлов, Константин Иванович (09.05.1961) (1912—2000)
- Козырев, Алексей Семёнович (25.05.1959) (1914—1989)
- Кокушкин, Константин Васильевич (18.02.1958) (1900—1970)
- Колесников, Сергей Матвеевич (27.04.1962) (1913—1996)
- Колков, Максим Иванович (09.05.1961) (1908—1982)
- Колотушкин, Михаил Викторович (08.11.1971) (1920—1999)
- Комзин, Иван Васильевич (10.04.1945) (1905—1983)
- Коминов, Пётр Леонтьевич (09.05.1961) (1905—1973)
- Кондратенко, Андрей Алексеевич (18.02.1958) (1913—2005)
- Коновалов, Тихон Трофимович (31.05.1954) (1904—1968)
- Кононов, Николай Андреевич (19.02.1968) (1923—1976)
- Конюховский, Самуил Наумович (22.02.1963) (1909—1998)
- Копейкин, Дмитрий Георгиевич (12.08.1955) (1903—1982)
- Копытов, Михаил Иванович (25.10.1967) (1923—1987)
- Коржик, Иван Васильевич (18.02.1958) (1901—1984)
- Корнеев, Иван Иванович (27.04.1962) (1916—1994)
- Коровякин, Иосиф Никифорович (02.11.1944) (1901—1974)
- Королёв, Николай Павлович (02.11.1944) (1886—1957)
- Коротков, Семён Васильевич (07.05.1960) (1903—1979)
- Корсунский, Николай Иванович (07.05.1966) (1913—1983)
- Коршунов, Анатолий Филиппович (09.05.1961) (1912—1989)
- Коршунов, Евгений Иванович (27.04.1962) (1912—1980)
- Космодемьянский, Аркадий Александрович (29.04.1970) (1909—1988)
- Костенко, Иван Порфирьевич (18.02.1958) (1905—1992)
- Костюк, Михаил Николаевич (28.03.1957) (1908—1984)
- Коченков, Поликарп Фёдорович (03.08.1953) (1904—1977)
- Кочетков, Дмитрий Ермолаевич (21.01.1945) (1905—1967)
- Кравцов, Николай Алексеевич (25.10.1967) (1911—1982)
- Краснобаев, Алексей Иванович (03.08.1953) (1904—1998)
- Краснов, Александр Захарович (27.04.1962) (1907—1994)
- Красовский, Александр Аркадьевич (22.02.1963) (1921—2003)
- Красуский, Борис Иванович (20.05.1971) (1920—2015)
- Крейчман, Владимир Александрович (31.03.1943) (1883—1960)
- Кронрод, Яков Залманович (07.05.1960) (1909—1988)
- Кружилин, Пётр Никитич (03.08.1953) (1908—2006)
- Крупин, Аркадий Степанович (18.02.1958) (1914—1982)
- Кузмицкий, Константин Владимирович (28.04.1943) (1892—1955)
- Кузнецов, Аркадий Михайлович (18.02.1958) (1907—1969)
- Кузнецов, Борис Степанович (16.07.1957) (1908—1984)
- Кузнецов, Владимир Андреевич (22.02.1963) (1920—1989)
- Кузнецов, Владимир Филиппович (07.05.1960) (1911—1971)
- Кузнецов, Иван Иванович (02.10.1957) (1903—1963)
- Кузнецов, Павел Федотович (14.01.1956) (1906—1977)
- Кузьмин Виктор Николаевич (25.10.1967) (1912—1973)
- Кузьмин, Виктор Сергеевич (08.11.1971) (1921—2005)
- Кузьмин, Лев Михайлович (27.04.1962) (1910—1996)
- Куксенко, Павел Николаевич (16.11.1950) (1896—1982)
- Кулагин, Иван Иванович (18.02.1958) (1904—1993)
- Купцов, Борис Иванович (16.06.1965) (1912—1993)
- Курбатов, Иннокентий Павлович (19.02.1968) (1920—1992)
- Куренков, Александр Акимович (27.04.1962) (1913—1988)
- Кусакин, Иван Павлович (28.04.1943) (1893—1948)
- Лавров, Григорий Николаевич (22.02.1963) (1908—1984)
- Лаврухин, Михаил Петрович (19.02.1968) (1920—1992)
- Ладон, Иоанникий Феодосьевич (31.03.1943) (1892—1968)
- Лазарев, Михаил Васильевич (22.02.1963) (1914—1993)
- Лебедев, Виктор Алексеевич (18.02.1958) (1905—1970)
- Лебедев, Игорь Петрович (19.02.1968) (1918—2016)
- Лебедев, Лев Фёдорович (08.11.1971) (1925—2006)
- Лебедев, Николай Михайлович (18.02.1958) (1907—1964)
- Лейкин, Генрих Александрович (31.03.1943) (1886—1953)
- Лендзиан, Константин Владимирович (07.05.1966) (1917—1996)
- Леонов, Алексей Абрамович (19.02.1968) (1917—1995)
- Лепилов, Александр Павлович (22.02.1943) (1895—1953)
- Лепкович, Павел Алексеевич (18.02.1958) (1906—1987)
- Лёшин, Анатолий Васильевич (25.10.1967) (1921—1980)
- Лившиц, Борис Лазаревич (27.04.1962) (1909—1986)
- Лобанов, Фёдор Яковлевич (27.04.1962) (1915—1995)
- Лобастов, Георгий Митрофанович (27.04.1962) (1916—1996)
- Лозовой, Евгений Фёдорович (25.05.1959) (1909—1985)
- Лоскутов, Иван Кузьмич (03.03.1945) (1900—1982)
- Лузин, Сергей Максимович (16.06.1965) (1908—1982)
- Лукин, Николай Владимирович (07.05.1966) (1912—1976)
- Луценко, Николай Николаевич (31.03.1943) (1890—1964)
- Лысенко, Алексей Петрович (25.10.1967) (1922—1996)
- Лысенков, Леонид Васильевич (22.02.1963) (1910—1981)
- Любимов, Василий Николаевич (31.05.1954) (1905—1966)
- Любимов, Дмитрий Петрович (07.05.1960) (1914—1995)
- Любицкий, Евгений Васильевич (18.02.1958) (1906—1976)
- Людмирский, Александр Борисович (25.10.1967) (1923—1988)
- Ляховецкий, Владимир Васильевич (25.10.1967) (1914—1989)
- Мавренков, Леонид Трофимович (29.04.1970) (1921—2004)
- Мажоров, Юрий Николаевич (29.04.1970) (1921—2019)
- Макеев, Константин Сергеевич (25.05.1959) (1906—1994)
- Максимов, Александр Иванович (06.11.1970) (1918—1989)
- Малахов, Иван Липатович (07.05.1966) (1922—1978)
- Мальков, Александр Илларионович (19.02.1968) (1915—1989)
- Малюга, Игнат Артемьевич (31.05.1954) (1911—1994)
- Малютин, Лев Николаевич (16.07.1957) (1909—1959)
- Манзюков, Александр Павлович (16.07.1957) (1911—1968)
- Марасанов, Сергей Ксенофонтович (18.02.1958) (1911—1983)
- Марковский, Дмитрий Иванович (20.05.1971) (1919—2002)
- Мартынов, Александр Павлович (18.02.1958) (1907—1998)
- Мартынов, Виталий Иванович (19.02.1968) (1910—1990)
- Мартынов, Николай Васильевич (18.11.1944) (1910—1998)
- Масич, Юрий Иосифович (19.02.1968) (1919—1985)
- Маслов, Иван Семёнович (06.11.1970) (1920—1985)
- Матюхин, Иван Николаевич (25.10.1967) (1920—1995)
- Махнев, Василий Алексеевич (20.10.1943) (1904—1965)
- Мельник, Иван Гаврилович (25.10.1967) (1912—1996)
- Мельников, Александр Петрович (09.05.1961) (1907—2002)
- Меньшиков, Виктор Иванович (25.10.1967) (1921—1976)
- Мерзляков, Николай Григорьевич (27.04.1962) (1919—2005)
- Мещеряков, Анатолий Иванович (25.10.1967) (1912—1986)
- Мигинев, Давид Варфоломеевич (31.05.1954) (1903—1958)
- Мирошников, Иван Петрович (31.03.1943) (1903—1964)
- Михайлов, Евгений Иванович (18.02.1958) (1915—1974)
- Михайлов, Михаил Иванович (31.05.1954) (1906—1984)
- Мишин, Александр Варламович (07.05.1966) (1919—1980)
- Мишнев, Филипп Иванович (31.05.1954) (1901—1978)
- Мозгунов, Алексей Васильевич (20.05.1971) (1921—1994)
- Молибог, Александр Григорьевич (22.02.1963) (1913—1990)
- Морин, Пётр Яковлевич (03.08.1953) (1912—1979)
- Морозов, Виктор Павлович (25.05.1959) (1918—1982)
- Морозов, Владимир Николаевич (07.05.1966) (1914—1971)
- Морозов, Михаил Руфович (08.11.1971) (1921—1984)
- Морозов, Сергей Алексеевич (07.05.1966) (1907—1969)
- Моросанов, Илья Алексеевич (16.06.1965) (1917—2009)
- Москвин, Александр Иванович (07.05.1960) (1914—1993)
- Муравьёв, Леонид Константинович (31.05.1954) (1905—1991)
- Муратов, Сергей Тихонович (31.05.1954) (1906—1987)
- Мусинов, Владимир Александрович (21.07.1965) (1912—1991)
- Нариманов, Георгий Степанович (19.02.1968) (1922—1983)
- Невинный, Пётр Данилович (31.05.1954) (1906—1955)
- Нерпин, Николай Владимирович (19.02.1968) (1913—1998)
- Нессонов, Геннадий Германович (08.11.1971) (1923—2020)
- Нестеров, Антон Яковлевич (18.02.1958) (1899—1983)
- Неустроев, Кирилл Владимирович (18.02.1958) (1902—1994)
- Низовцев, Леонид Максимович (09.05.1961) (1916—1981)
- Никитин, Владимир Георгиевич (27.04.1962) (1916—1988)
- Новаковский, Владимир Иульянович (07.05.1966) (1918—2003)
- Новиков, Леонид Васильевич (31.03.1943) (1886—1971)
- Новосельский, Лев Михайлович (22.02.1963) (1914—1989)
- Норов, Моисей Петрович (18.02.1958) (1904—1959)
- Норовский, Ефим Иванович (25.05.1959) (1907—1999)
- Носков, Никита Алексеевич (20.04.1944) (1901—1955)
- Обозный, Владимир Данилович (08.11.1971) (1927—1998)
- Овчаренко, Василий Фёдорович (25.10.1967) (1914—1981)
- Озмидов, Игорь Сергеевич (07.05.1966) (1915—1998)
- Окатов, Александр Петрович (31.03.1943) (1899—1958)
- Олексенко, Иван Петрович (25.05.1959) (1905—1980)
- Олисов, Борис Александрович (31.05.1954) (1900—1963)
- Омельченко, Алексей Стефанович (19.02.1968) (1920—1971)
- Опрышко, Григорий Тихонович (25.10.1967) (1919—1977)
- Орлов, Владимир Иванович (25.05.1959) (1908—1974)
- Орлов, Георгий Михайлович (22.02.1943) (1903—1991)
- Осипов, Николай Исаевич (07.05.1966) (1911—1985)
- Павленко, Алексей Венедиктович (25.10.1967) (1914—?)
- Павличенко, Николай Дмитриевич (18.02.1958) (1906—1987)
- Павлов, Иван Дмитриевич (16.05.1944) (1899—1994)
- Павлов, Павел Алексеевич (31.05.1954) (1905—1971)
- Павлюченко, Иван Андреевич (18.02.1958) (1912—1976)
- Пайков, Александр Васильевич (25.10.1967) (1920—1993)
- Панов, Фёдор Михайлович (07.05.1966) (1917—1997)
- Папировский, Виталий Иванович (03.09.1944) (1902—1984)
- Парамонов, Георгий Никитич (18.02.1958) (1909—1985)
- Париков, Пётр Зиновьевич (03.08.1953) (1907—1984)
- Парицкий, Иван Григорьевич (18.02.1958) (1906—1982)
- Парфёнов, Евгений Данилович (22.02.1971) (1917—1983)
- Парфёнов, Павел Михайлович (29.04.1970) (1922—1980)
- Пархоменко, Анатолий Матвеевич (18.02.1958) (1911—1991)
- Пастуховский, Владимир Рафаилович (18.02.1958) (1909—1964)
- Пасынков, Всеволод Владимирович (25.10.1967) (1919—1984)
- Патрикеев, Николай Иванович (27.04.1962) (1902—1990)
- Пашкин, Иван Фомич (25.10.1967) (1918—2000)
- Пендак, Александр Савельевич (08.11.1971) (1918—1989)
- Петренко, Виктор Николаевич (09.05.1961) (1910—1992)
- Петров, Алексей Миронович (31.05.1954) (1902—1993)
- Петров, Евгений Николаевич (09.05.1961) (1913—1963)
- Петров, Николай Александрович (25.05.1959) (1909—1993)
- Петров, Пётр Андреевич (31.03.1943) (1900—1973)
- Петров, Сергей Антонович (18.02.1958) (1904—1981)
- Петухов, Дмитрий Фёдорович (16.06.1965) (1919—1995)
- Печатнов, Георгий Порфирьевич (07.05.1960) (1907—1991)
- Пивоваров, Анатолий Васильевич (03.03.1966) (1916—2010)
- Пиголкин, Павел Николаевич (20.10.1943) (1908—1991)
- Пирогов, Леонид Николаевич (18.02.1958) (1905—1972)
- Питерских, Георгий Петрович (07.05.1960) (1905—1989)
- Платонов, Иван Георгиевич (22.02.1963) (1919—1991)
- Платущихин, Пётр Павлович (29.04.1970) (1921—1993)
- Плотников, Павел Семёнович (18.02.1958) (1912—1994)
- Победоносцев, Ефрем Иванович (07.05.1966) (1911—1985)
- Погорелов, Дмитрий Алексеевич (07.05.1966) (1922—2010)
- Поддубко, Валентин Александрович (03.09.1944) (1910—1994)
- Поздеев, Сергей Тимофеевич (18.02.1958) (1908—?)
- Покровский, Георгий Иосифович (28.04.1943) (1901—1979)
- Полежаев, Евгений Васильевич (18.02.1958) (1908—1995)
- Полетаев, Юрий Евгеньевич (07.05.1960) (1915—1988)
- Полканов, Николай Иванович (18.02.1958) (1901—1962)
- Полухин, Алексей Исаевич (25.05.1959) (1904—1984)
- Польский, Анатолий Афанасьевич (16.06.1965) (1921—2019)
- Попков, Михаил Александрович (19.02.1968) (1919—1990)
- Попов, Анатолий Александрович (29.04.1970) (1920—1994)
- Попов, Евгений Павлович (09.05.1961) (1914—1999)
- Попов, Михаил Николаевич (21.01.1945) (1904—1973)
- Попов, Павел Михайлович (16.06.1965) (1905—1979)
- Попов, Пётр Михайлович (03.08.1953) (1906—1973)
- Поспелов, Гермоген Сергеевич (13.04.1964) (1914—1998)
- Потоцкий Григорий Васильевич (03.08.1953) (1901—1992)
- Престенский, Пётр Захарович (22.02.1963) (1904—1987)
- Привезенцев, Сергей Николаевич (09.05.1961) (1913—1992)
- Пригульский, Георгий Александрович (18.11.1944) (1906—1974)
- Прихожан, Анатолий Александрович (07.05.1960) (1910—1979)
- Прокофьев, Николай Алексеевич (18.02.1958) (1907—1969)
- Пронштейн, Марк Яковлевич (27.04.1962) (1917—1983)
- Протопопов, Всеволод Алексеевич (16.07.1957) (1914—2001)
- Птицын, Игорь Дмитриевич (07.05.1966) (1915—1986)
- Пуга, Борис Сафронович (18.02.1958) (1915—1996)
- Пудовкин, Алексей Васильевич (27.04.1962) (1916—1976)
- Пуцыкин, Борис Петрович (18.02.1958) (1908—1965)
- Рабинович, Исаак Моисеевич (28.04.1943) (1886—1977)
- Радушнов, Борис Владимирович (18.02.1958) (1917—1993)
- Радченко, Михаил Петрович (25.10.1967) (1913—1986)
- Рапопорт, Яков Давидович (22.02.1943) (1898—1962)
- Рахматулин, Шамиль Кудусович (09.05.1961) (1912—1981)
- Ращепкин, Алексей Андреевич (20.05.1971) (1920—2003)
- Ребров, Фёдор Николаевич (07.05.1960) (1906—1985)
- Редька, Иван Трофимович (25.05.1959) (1908—1980)
- Ристлакки, Юрий Викторович (16.06.1965) (1917—1978)
- Рогаткин, Михаил Иванович (16.05.1957) (1904—1981)
- Рождественский, Николай Фёдорович (25.10.1967) (1920—1991)
- Розно, Георгий Александрович (25.10.1967) (1915—1995)
- Ромашко, Александр Иванович (25.10.1967) (1913—1996)
- Россихин, Николай Николаевич (29.04.1970) (1912—2002)
- Рулько, Тимофей Минович (20.05.1971) (1921—?)
- Румянцев, Александр Фёдорович (27.04.1962) (1917—1966)
- Румянцев, Михаил Васильевич (18.02.1958) (1906—1990)
- Руненков, Александр Васильевич (25.05.1959) (1910—1980)
- Русанов, Иван Александрович (18.02.1958) (1898—1961)
- Рухлядев, Игорь Пантелеймонович (20.05.1971) (1914—1993)
- Рыжаев, Пётр Константинович (03.08.1953) (1905—1984)
- Савельев, Аким Савельевич (18.02.1958) (1904—1996)
- Савельев, Михаил Степанович (19.02.1968) (1913—1994)
- Савин, Александр Михайлович (08.11.1971) (1918—2000)
- Савин, Юрий Григорьевич (22.02.1963) (1916—2001)
- Савушкин, Александр Семёнович (18.02.1958) (1913—1983)
- Савченко, Федот Архипович (31.05.1954) (1902—1985)
- Сагинов, Вартан Никитович (09.05.1961) (1908—1992)
- Салазко, Георгий Николаевич (27.04.1962) (1916—1970)
- Самосеев, Алексей Николаевич (16.06.1965) (1915—1990)
- Самусенко, Митрофан Фёдорович (27.04.1962) (1916—1991)
- Сапожников, Александр Николаевич (06.11.1970) (1918—1992)
- Сапрыкин, Пётр Семёнович (22.02.1963) (1910—1994)
- Саркисов, Георгий Ильич (03.08.1953) (1924—1977)
- Саркисян, Фадей Тачатович (29.04.1970) (1923—2010)
- Сафронов, Алексей Михайлович (19.02.1968) (1919—2010)
- Свирин, Константин, Васильевич (25.10.1967) (1916—1994)
- Седов, Василий Николаевич (16.06.1965) (1914—1981)
- Седов, Григорий Александрович (19.02.1968) (1917—2014)
- Селянинов, Леонид Иванович (18.02.1958) (1916—2002)
- Семененко, Владимир Нестерович (25.05.1959) (1910—1987)
- Семенкевич, Пётр Романович (18.02.1958) (1905—1982)
- Семёнов, Александр Митрофанович (22.02.1963) (1912—1990)
- Семёнов, Владимир Минаевич (19.02.1968) (1915—2003)
- Семёнов, Владимир Михайлович (07.05.1966) (1921—1998)
- Семёнов, Леонид Викторович (18.02.1958) (1901—1982)
- Семёнов, Тимофей Митрофанович (07.05.1966) (1911—1986)
- Семенюк, Пётр Михайлович (31.05.1954) (1899—1982)
- Семичастнов, Иван Фёдорович (31.03.1943) (1905—1994)
- Сергеев, Леонид Владимирович (18.02.1958) (1914—2006)
- Сергеев, Сергей Александрович (27.04.1962) (1920—1987)
- Серебряков, Григорий Николаевич (18.02.1958) (1914—2004)
- Сероштан, Виктор Сергеевич (08.11.1971) (1922—1973)
- Сигов, Пётр Георгиевич (09.05.1961) (1916—2011)
- Сильвестров, Сергей Дмитриевич (27.04.1962) (1913—2003)
- Синдеев, Игорь Михайлович (07.05.1966) (1919—1988)
- Синегубов, Григорий Иванович (18.11.1944) (1905—1986)
- Синяков, Валентин Викторович (18.02.1958) (1907—1988)
- Сирик, Пётр Данилович (07.05.1960) (1914—2001)
- Сиротин, Леонид Иванович (18.02.1958) (1909—1985)
- Ситцевой, Николай Гаврилович (16.06.1965) (1922—1981)
- Скачков, Лев Георгиевич (21.02.1969) (1920—1986)
- Скворцов, Сергей Николаевич (07.05.1966) (1915—2014)
- Скородумов, Пётр Николаевич (25.09.1943) (1894—1956)
- Славинский, Константин Владимирович (27.04.1962) (1913—1992)
- Слонов, Сергей Сафонович (19.02.1968) (1919—1992)
- Смилевец, Демьян Григорьевич (27.04.1962) (1914—2005)
- Смирнов, Александр Иванович (18.02.1958) (1900—1976)
- Смирнов, Иван Васильевич (18.02.1958) (1914—1986)
- Собченко, Ростислав Михайлович (25.05.1959) (1906—1979)
- Соколов, Михаил Константинович (18.02.1958) (1909—1998)
- Соловьёв, Георгий Иванович (27.04.1962) (1911—1992)
- Соловьёв, Константин Николаевич (18.02.1958) (1909—1986)
- Соловьев, Михаил Осипович (19.02.1968) (1918—1999)
- Соловьёв, Николай Константинович (31.05.1954) (1900—1998)
- Солоницын, Анатолий Николаевич (19.02.1968) (1917—1981)
- Сосновский, Евгений Георгиевич (25.10.1967) (1918—2000)
- Старостин, Юрий Фёдорович (25.10.1967) (1923—1980)
- Стебаков, Александр Иванович (19.02.1968) (1915—1990)
- Стегний, Владимир Антонович (06.11.1970) (1920—1994)
- Стельмах, Митрофан Фёдорович (03.03.1966) (1918—1993)
- Стемасов, Степан Иванович (18.02.1958) (1910—1992)
- Степанченко, Николай Сергеевич (27.04.1962) (1906—1975)
- Стишковский, Владимир Михайлович (07.05.1966) (1919—2001)
- Стожаров, Иван Андреевич (31.03.1943) (1872—1947)
- Столяренко, Виктор Никитович (25.10.1967) (1923—2008)
- Страхов, Александр Михайлович (19.02.1968) (1911—1994)
- Стрельников, Пётр Васильевич (27.04.1962) (1904—1985)
- Сулаквелидзе, Виктор Самсонович (27.04.1962) (1919—1984)
- Сургучев, Александр Иванович (25.10.1967) (1916—2006)
- Сурко, Николай Фёдорович (09.05.1961) (1912—1973)
- Сушинин, Пётр Иванович (19.02.1968) (1922—1996)
- Сыртанов, Самурат Дарибекович (19.02.1968) (1924—1990)
- Сыч, Александр Максимович (03.08.1953) (1908—2000)
- Талденко, Павел Николаевич (27.04.1962) (1911—1986)
- Танюшин, Аким Павлович (03.08.1953) (1906—1982)
- Тараканов, Константин Васильевич (29.04.1970) (1919—2021)
- Тарасенко, Александр Ульянович (18.02.1958) (1910—1986)
- Тарасов, Георгий Лазаревич (06.11.1970) (1918—1995)
- Тарасов, Леонид Георгиевич (16.06.1965) (1908—1979)
- Татарченко, Александр Евгеньевич (29.04.1970) (1921—1985)
- Татевян, Григорий Шаваршевич (07.05.1966) (1912—1977)
- Ташаев, Алексей Львович (22.02.1963) (1910—1995)
- Терентьев, Андрей Григорьевич (22.02.1963) (1911—1978)
- Терехов, Павел Степанович (07.05.1966) (1906—1982)
- Тимошенко, Михаил Иванович (31.05.1954) (1906—1989)
- Тимошенко, Михаил Михайлович (19.02.1968) (1922—1997)
- Тимченко, Павел Александрович (09.05.1961) (1908—2003)
- Тихов, Иван Максимович (16.07.1957) (1901—1974)
- Тихомандрицкий, Григорий Иванович (28.04.1943) (1892—1983)
- Тихонов, Григорий Карпович (18.02.1958) (1905—1972)
- Тишунин, Иван Васильевич (07.05.1960) (1907—1981)
- Тодоракиев, Виктор Иванович (25.10.1967) (1915—1994)
- Толмачёв, Александр Сергеевич (27.04.1962) (1916—2008)
- Томилин, Константин Николаевич (31.05.1954) (1906—1987)
- Торба, Евгений Павлович (07.05.1960) (1906—?)
- Трегуб, Яков Исаевич (18.02.1958) (1918—2007)
- Трофимов, Виктор Константинович (03.08.1953) (1908—1958)
- Трошин, Василий Александрович (25.05.1959) (1906—1972)
- Трубачёв, Павел Ефимович (16.06.1965) (1910—1981)
- Трунов, Фёдор Васильевич (19.02.1968) (1914—1997)
- Трутнев, Сергей Александрович (25.10.1967) (1912—1995)
- Угодников, Константин Фёдорович (21.02.1969) (1922—2016)
- Ус, Юрий Фёдорович (16.06.1965) (1920—1993)
- Усов, Николай Петрович (22.02.1963) (1908—1990)
- Устюменко, Александр Иванович (27.04.1962) (1912—1992)
- Фаготов, Владимир Иванович (22.02.1963) (1921—1996)
- Фёдоров, Иван Кузьмич (25.10.1967) (1919—1989)
- Федоткин, Дмитрий Кузьмич (25.10.1967) (1912—1977)
- Федотов, Василий Алексеевич (31.05.1954) (1906—1973)
- Филиппов, Борис Николаевич (27.04.1962) (1912—1990)
- Филиппович, Николай Авксентьевич (27.04.1962) (1906—1986)
- Филоненко-Бородич, Михаил Митрофанович (28.04.1943) (1885—1962)
- Финогенов, Михаил Иванович (16.06.1965) (1912—1982)
- Фирсов, Дмитрий Иванович (03.08.1953) (1901—1990)
- Флягин, Павел Николаевич (07.05.1966) (1912—1992)
- Фокин, Александр Васильевич (22.02.1963) (1912—1998)
- Фоминский, Михаил Алексеевич (07.05.1966) (1919—2004)
- Форстен, Сергей Владимирович (27.04.1962) (1912—1996)
- Фролов, Фрол Васильевич (31.05.1954) (1900—1990)
- Харитонов, Сергей Никитич (31.05.1954) (1904—1984)
- Харченко, Павел Романович (07.05.1960) (1910—1979)
- Харько, Михаил Александрович (27.04.1962) (1909—1981)
- Хлобыстов, Василий Терентьевич (20.05.1971) (1921—2009)
- Холодков, Владимир Николаевич (09.05.1961) (1917—2000)
- Холопов, Викентий Иванович (16.06.1965) (1916—1998)
- Хоменко, Василий Тимофеевич (25.05.1959) (1914—1981)
- Хоменко, Григорий Иванович (16.06.1965) (1912—1984)
- Храмов, Николай Герасимович (25.10.1967) (1915—1972)
- Царевский, Михаил Михайлович (22.02.1943) (1898—1963)
- Цареградский, Валентин Александрович (02.03.1945) (1902—1990)
- Цыганов, Александр Яковлевич (18.02.1958) (1904—1989)
- Чабанный, Дмитрий Лукьянович (21.02.1969) (1921—1977)
- Чачибая, Зураб Владимирович (18.02.1958) (1907—1959)
- Чеканов, Михаил Александрович (27.04.1962) (1906—1988)
- Чепайкин, Игорь Григорьевич (13.04.1964) (1910—1993)
- Черкасов, Владимир Сергеевич (27.04.1962) (1915—1990)
- Черныш, Иван Миронович (09.05.1961) (1906—2000)
- Чертков, Моисей Исаакович (18.11.1944) (1908—1989)
- Честнов, Анатолий Васильевич (27.04.1962) (1912—1984)
- Чижов, Алексей Николаевич (09.05.1961) (1917—1992)
- Чиков, Олимп Ильич (07.05.1960) (1908—1974)
- Чинаев, Пётр Иванович (19.02.1968) (1920—1997)
- Чирков, Павел Николаевич (19.02.1968) (1919—2004)
- Чулков, Виталий Сергеевич (18.02.1958) (1908—1991)
- Чумаченко, Анатолий Илларионович (16.06.1965) (1919—1998)
- Шабалин, Павел Иванович (27.04.1962) (1904—1994)
- Шаклеин, Виктор Ильич (19.02.1968) (1916—1991)
- Шалапин, Дмитрий Иванович (21.02.1969) (1919—1976)
- Шапкин, Иван Михайлович (31.05.1954) (1903—1968)
- Шарков, Борис Николаевич (09.05.1961) (1921—1997)
- Шаталов, Александр Степанович (09.05.1961) (1914—2004)
- Шахов, Василий Максимович (16.06.1965) (1915—1993)
- Швебиг, Анатолий Петрович (16.06.1965) (1914—2012)
- Шевяков, Лев Сергеевич (25.10.1967) (1915—1998)
- Шеин, Георгий Николаевич (18.02.1958) (1905—1972)
- Шеститко, Иван Ануфриевич (22.02.1963) (1917—2003)
- Ширяев, Владимир Фёдорович (13.04.1964) (1915—1995)
- Шишковский, Владимир Михайлович (19.02.1968) (1920—1998)
- Шишонок, Николай Андреевич (19.02.1968) (1915—2007)
- Шпилев, Константин Михайлович (16.06.1965) (1919—2010)
- Штейн, Елиозар Соломонович (22.02.1963) (1909—2004)
- Штепан, Михаил Георгиевич (21.02.1969) (1918—1994)
- Шубников, Георгий Максимович (02.10.1957) (1903—1965)
- Шуст, Виктор Фёдорович (07.05.1960) (1914—1985)
- Щелочилин, Иван Михайлович (31.05.1954) (1903—1975)
- Щепотин, Александр Никитич (25.10.1967) (1914—1975)
- Щеулов, Виктор Иванович (25.10.1967) (1922—2011)
- Эльсниц, Александр Германович (31.03.1943) (1894—1965)
- Юдин, Михаил Сергеевич (27.04.1962) (1907—1983)
- Яковлев, Борис Афанасьевич (07.05.1966) (1922—2004)
- Якубовский, Георгий Владимирович (19.02.1968) (1920—2003)
- Якубчик, Георгий, Васильевич (18.02.1958) (1916—1991)
- Ярошенко, Владимир Лаврентьевич (19.02.1968) (1916—1970)

## Список генерал-майоров инженерно-танковой службы
- Алымов, Николай Николаевич (21.08.1943) (1906—1955)
- Афонин, Семён Анисимович (21.08.1943) (1900—1944)
- Бабушкин, Василий Дмитриевич (18.02.1944) (1906—1984)
- Баишев, Григорий Лукич (29.05.1945) (1907—1990)
- Барыков, Николай Всеволодович (24.12.1943) (1900—1967)
- Белогорлов, Фёдор Степанович (24.12.1943) (1898—1963)
- Борейко, Виктор Игнатьевич (21.07.1942) (1903—1992)
- Бураков, Иван Владимирович (07.02.1943) (1894—1963)
- Груздев, Николай Ильич (07.06.1943) (1907—1950)
- Давидович, Самуил Давидович (07.02.1943) (1899—1988)
- Дынер, Павел Григорьевич (11.07.1945) (1902—1983)
- Ефремов, Василий Фёдорович (19.04.1945) (1901—1989)
- Ефремов, Владимир Валентинович (07.02.1943) (1897—1982)
- Задорожный, Константин Алексеевич (09.07.1945) (1897—1964)
- Зальцман, Исаак Моисеевич (21.01.1945) (1905—1988)
- Землянов, Михаил Иванович (07.02.1943) (1895—1957)
- Зимелев, Георгий Владимирович (11.03.1944) (1903—1962)
- Зиновьев, Николай Михайлович (11.07.1945) (1902—1984)
- Кац, Арон Давидович (27.01.1943) (1901—1971)
- Клочков, Иван Иванович (11.03.1944) (1894—1971)
- Кривоконев, Афанасий Яковлевич (07.06.1943) (1899—1966)
- Ляпишев, Владимир Михайлович (27.06.1945) (1898—1974)
- Максарев, Юрий Евгеньевич (21.01.1945) (1903—1982)
- Мельник, Андрей Васильевич (07.06.1943) (1899—1972)
- Миловидов, Сергей Сергеевич (07.02.1943) (1901—1996)
- Михалькевич, Иван Игнатьевич (27.01.1943) (1895—1989)
- Морозов, Александр Александрович (21.01.1945) (1904—1979)
- Музруков, Борис Глебович (21.01.1945) (1904—1979)
- Огурцов, Николай Семёнович (17.11.1942) (1898—1955)
- Павловский, Григорий Васильевич (21.07.1942) (1901—1959)
- Петросьянц, Андроник Мелконович (21.01.1945) (1906—2005)
- Петроченко, Фёдор Фёдорович (05.07.1946) (1898—1966)
- Печеникин, Фёдор Фёдорович (17.11.1942) (1901—1981)
- Рубинчик, Ефим Эммануилович (21.01.1945) (1903—1991)
- Рудько, Иван Харитонович (11.03.1944) (1901—1969)
- Саввин, Иосиф Андреевич (21.07.1942) (1902—1952)
- Соловой, Сергей Авдеевич (21.08.1943) (1900—1946)
- Соловьёв, Юрий Николаевич (05.11.1943) (1897—1955)
- Степанов, Сергей Александрович (21.01.1945) (1903—1976)
- Степанов, Юрий Александрович (17.11.1942) (1893—1963)
- Трофимов, Иван Васильевич (08.09.1945) (1901—1985)
- Филимонов, Семён Степанович (07.06.1943) (1888—1955)
- Цыпко, Алексей Яковлевич (11.05.1949) (1905—1974)
- Шевченко, Иван Наумович (02.08.1944) (1898—1990)
- Шестаков, Николай Николаевич (11.07.1945) (1897—1957)
- Эхт, Давид Наумович (21.08.1943) (1902—1982)
- Юкин, Николай Павлович (18.02.1944) (1899—1981)
- Яковлев, Константин Константинович (21.01.1945) (1907—1978)

## Список генерал-майоров инженерно-авиационной службы
- Абрамов, Виктор Иванович (19.08.1944) (1897—1970)
- Абузин, Николай Николаевич (17.10.1942) (1893—1956)
- Агаджанов, Сурен Иванович (19.08.1944) (1905—1952)
- Адрианов, Яков Стефанович (01.03.1946) (1896—1986)
- Аквилянов, Александр Михайлович (05.11.1944) (1908—1994)
- Александров, Дмитрий Константинович (01.03.1946) (1879—1947)
- Альтовский, Василий Иванович (28.05.1943) (1897—1977)
- Андреев, Евгений Сергеевич (10.11.1942) (1894—1956)
- Бабинский, Борис Николаевич (23.10.1943) (1904—1992)
- Байкузов, Николай Афанасьевич (19.08.1944) (1901—1952)
- Бакин, Василий Степанович (17.10.1942) (1900—1976)
- Бакин, Михаил Степанович (19.08.1944) (1897—1966)
- Баландин, Василий Петрович (19.08.1944) (1904—1973)
- Балыков, Георгий Николаевич (20.04.1945) (1900—1967)
- Белоусов, Александр Александрович (05.11.1944) (1904—1985)
- Белянский, Александр Александрович (19.08.1944) (1906—1981)
- Бериев, Георгий Михайлович (27.01.1951) (1903—1979)
- Бирюков, Павел Петрович (11.05.1949) (1905—1969)
- Болховитинов, Виктор Фёдорович (10.11.1942) (1899—1970)
- Борискин, Максим Афанасьевич (05.11.1944) (1901—1963)
- Бугров, Дмитрий Константинович (11.05.1949) (1904—1989)
- Бухгольц, Николай Николаевич (03.02.1943) (1881—1943)
- Васильев, Александр Константинович (14.10.1942) (1905—1972)
- Вахрушев, Викентий Яковлевич (02.08.1944) (1905—1978)
- Вирячев, Николай Тихонович (05.11.1944) (1907—1991)
- Воликов, Григорий Дмитриевич (04.02.1944) (1898—1952)
- Воронин, Павел Андреевич (19.08.1944) (1903—1984)
- Гевелинг, Николай Владимирович (17.10.1942) (1897—1946)
- Гирусов, Василий Васильевич (23.10.1943) (1898—1950)
- Голубев, Владимир Васильевич (26.10.1944) (1884—1954)
- Горощенко, Борис Тимофеевич (03.02.1943) (1896—1974)
- Горшков, Николай Петрович (30.04.1943) (1898—1958)
- Гуревич, Григорий Наумович (25.09.1944) (1907—1993)
- Гуркович, Николай Артемьевич (19.08.1944) (1901—1974)
- Дубов, Василий Михайлович (30.04.1943) (1906—1945)
- Ермолаев, Владимир Григорьевич (19.08.1944) (1909—1944)
- Жезлов, Михаил Сергеевич (19.08.1944) (1898—1960)
- Жемчужин, Николай Алексеевич (23.10.1943) (1898—1972)
- Жуков, Яков Васильевич (05.07.1946) (1899—1970)
- Завитаев, Алексей Александрович (19.08.1944) (1900—1980)
- Заикин, Александр Евгеньевич (26.10.1944) (1896—1969)
- Залесский, Павел Яковлевич (30.04.1943) (1902—1970)
- Захаров, Алексей Александрович (10.10.1943) (1905—1975)
- Иванов, Алексей Фёдорович (23.10.1943) (1900—1978)
- Калинин, Александр Иванович (02.08.1944) (1901—1985)
- Каминов, Аркадий Ефимович (05.07.1946) (1905—1993)
- Каширин, Алексей Васильевич (04.02.1944) (1898—1962)
- Климов, Владимир Яковлевич (19.08.1944) (1892—1962)
- Клинцов, Сергей Зиновьевич (01.03.1946) (1896—1980)
- Коваленков, Александр Иванович (03.02.1943) (1887—1943)
- Козлов, Сергей Григорьевич (17.10.1942) (1894—1963)
- Комаров, Михаил Семёнович (19.08.1944) (1909—1994)
- Костиков, Андрей Григорьевич (25.07.1942) (1899—1950)
- Крестьянинов, Василий Васильевич (03.02.1943) (1897—1978)
- Кулебакин, Виктор Сергеевич (17.10.1942) (1891—1970)
- Курин, Леонид Сергеевич (11.05.1949) (1898—1981)
- Курицкес, Яков Моисеевич (03.02.1943) (1893—1964)
- Лавочкин, Семён Алексеевич (19.08.1944) (1900—1960)
- Лебедев, Пётр Васильевич (01.03.1946) (1897—1951)
- Левин, Израиль Соломонович (19.08.1944) (1908—2001)
- Лешуков, Григорий Петрович (17.03.1943) (1900—1989)
- Лисицын, Виктор Николаевич (19.08.1944) (1905—1978)
- Литвинов, Виктор Яковлевич (19.08.1944) (1910—1983)
- Лукин, Макар Михайлович (19.08.1944) (1905—1961)
- Макаров, Иван Михайлович (17.10.1942) (1901—1956)
- Марков, Евгений Александрович (30.04.1943) (1902—1990)
- Матаев, Пётр Иванович (19.08.1944) (1898—1976)
- Мелькумов, Тигран Меликсетович (11.05.1949) (1902—1974)
- Микулин, Александр Александрович (19.08.1944) (1895—1985)
- Митницкий, Яков Давидович (26.10.1944) (1900—1946)
- Моисеев, Кирилл Порфирьевич (02.08.1944) (1901—1975)
- Мясищев, Владимир Михайлович (19.08.1944) (1902—1978)
- Нагиба, Иван Иванович (27.06.1945) (1903—1983)
- Никитенко, Иван Кузьмич (17.06.1942) (1901—1980)
- Носкович, Наум Иосифович (02.08.1944) (1904—1978)
- Осипенко, Иван Прокофьевич (03.02.1943) (1900—1962)
- Осипенко, Пётр Иосифович (30.04.1943) (1897—1964)
- Петриковский, Сергей Иванович (07.02.1943) (1894—1964)
- Петров, Николай Иванович (30.04.1943) (1898—1951)
- Печенко, Григорий Арсентьевич (01.03.1946) (1899—1992)
- Пискунов, Сергей Аверьянович (26.10.1944) (1898—1972)
- Платонов, Георгий Павлович (01.03.1946) (1893—1976)
- Платонов, Иван Андреевич (11.05.1949) (1898—1958)
- Плотников, Николай Иванович (02.11.1944) (1902—1980)
- Полехин, Михаил Петрович (17.03.1943) (1898—1984)
- Поликовский, Владимир Исаакович (19.08.1944) (1904—1965)
- Постнов, Иван Васильевич (03.02.1943) (1894—1976)
- Пруссаков, Алексей Николаевич (17.06.1942) (1896—1957)
- Пугачёв, Владимир Семёнович (11.05.1949) (1911—1998)
- Ратц, Борис Генрихович (11.05.1949) (1901—1984)
- Руденко, Александр Георгиевич (07.08.1943) (1902—1984)
- Савич, Пётр Леонидович (01.03.1946) (1898—1970)
- Сандлер, Соломон Миронович (19.08.1944) (1903—2001)
- Сафронов, Семён Илларионович (19.08.1944) (1904—1960)
- Сахаров, Андрей Александрович (24.12.1943) (1894—1951)
- Сахновский, Константин Викторович (10.11.1942) (1879—1971)
- Свиридов, Владимир Алексеевич (17.10.1942) (1902—1976)
- Семёнов, Виктор Александрович (03.02.1943) (1897—1976)
- Сергеев, Николай Михайлович (08.04.1944) (1897—1978)
- Сидоров, Михаил Дмитриевич (01.03.1946) (1902—1956)
- Сипачев, Виктор Григорьевич (11.05.1949) (1899—1981)
- Смирнов, Василий Николаевич (19.08.1944) (1907—1955)
- Солдатов, Анатолий Григорьевич (19.08.1944) (1904—1976)
- Соловьёв, Евгений Иванович (26.10.1944) (1902—1984)
- Соловьёв, Михаил Пименович (26.10.1944) (1898—1980)
- Степанов, Николай Михайлович (17.10.1942) (1902—1967)
- Столяров, Порфирий Андреевич (07.08.1943) (1900—1979)
- Суворов, Алексей Матвеевич (11.05.1949) (1903—1968)
- Тарасов, Василий Иванович (19.08.1944) (1905—1975)
- Торохов, Александр Фёдорович (11.05.1949) (1902—1976)
- Третьяков, Анатолий Тихонович (19.08.1944) (1899—1978)
- Троян, Иван Семёнович (17.10.1942) (1896—1977)
- Туманов, Алексей Тихонович (19.08.1944) (1909—1976)
- Угер, Георгий Александрович (01.03.1946) (1905—1972)
- Ульянов, Иван Захарович (26.10.1944) (1893—1976)
- Фёдоров, Пётр Иванович (03.06.1942) (1898—1945)
- Федрови, Павел Яковлевич (03.02.1943) (1902—1984)
- Филатов, Дмитрий Силантьевич (11.05.1949) (1895—1963)
- Фролов, Сергей Петрович (26.10.1944) (1902—1969)
- Чаромский, Алексей Дмитриевич (19.08.1944) (1899—1982)
- Черепов, Тимофей Георгиевич (17.10.1942) (1890—1969)
- Чесалов, Александр Васильевич (19.08.1944) (1898—1968)
- Шепелев, Алексей Лаврентьевич (01.07.1945) (1906—1973)
- Шишкин, Михаил Михайлович (17.10.1942) (1901—1991)
- Шишкин, Сергей Николаевич (19.08.1944) (1902—1981)
- Шишмарёв, Михаил Михайлович (01.03.1946) (1883—1962)
- Щербаков, Степан Осипович (10.11.1942) (1898—1970)
- Ярамышев, Иван Григорьевич (27.01.1951) (1906—1979)
- Ярошенко, Федот Филиппович (01.03.1946) (1898—1953)
- Ярунин, Афанасий Михайлович (19.08.1944) (1904—1988)
- Ястржембский, Андрей Станиславович (01.03.1946) (1890—1968)
- Яхневич, Евгений Петрович (05.11.1944) (1903—1978)

## Список генерал-майоров инженерно-артиллерийской службы
- Алексеев, Василий Алексеевич (17.11.1942) (1891—1950)
- Ахназаров, Амаяк Николаевич (18.11.1944) (1898—1987)
- Баринов, Василий Иосифович (07.06.1943) (1899—1976)
- Барсуков, Иван Антонович (18.11.1944) (1898—1957)
- Березин, Пётр Васильевич (17.11.1942) (1899—1963)
- Бидинский, Давид Григорьевич (20.10.1943) (1899—1964)
- Блинов, Александр Дмитриевич (27.01.1943) (1873—1961)
- Бодров, Сергей Яковлевич (18.11.1944) (1905—1960)
- Болотов, Фёдор Виссарионович (11.05.1949) (1901—1969)
- Бровальский, Анатолий Иосифович (11.05.1949) (1897—1985)
- Бульба, Иван Иович (29.03.1944) (1902—1980)
- Бурмистров, Иван Степанович (17.11.1942) (1896—1961)
- Быховский, Абрам Исаевич (18.11.1944) (1895—1972)
- Василенко, Семён Фёдорович (02.11.1944) (1906—1976)
- Вашнев, Арсений Алексеевич (20.10.1943) (1894—1967)
- Вентцель, Дмитрий Александрович (17.03.1943) (1898—1955)
- Верховой, Вячеслав Николаевич (29.03.1944) (1895—1977)
- Вишневский, Давид Николаевич (18.11.1944) (1894—1951)
- Вознесенский, Сергей Николаевич (18.11.1944) (1897—1975)
- Головин, Алексей Фёдорович (17.11.1942) (1893—1978)
- Головин, Николай Яковлевич (17.11.1942) (1899—1967)
- Гонор, Лев Робертович (18.11.1944) (1906—1969)
- Горемыкин, Пётр Николаевич (18.11.1944) (1902—1976)
- Горяинов, Макар Фёдорович (16.10.1943) (1905—1992)
- Граве, Иван Платонович (17.11.1942) (1874—1960)
- Граур, Алексей Васильевич (02.11.1944) (1893—1946)
- Гречищев, Николай Иванович (20.10.1943) (1906—1960)
- Дегтярёв, Василий Алексеевич (18.11.1944) (1880—1949)
- Добровольский, Александр Евгеньевич (18.11.1944) (1905—1971)
- Дубовицкий, Николай Николаевич (07.03.1943) (1903—1965)
- Елисеев, Василий Фёдорович (18.11.1944) (1898—1989)
- Елисеев, Михаил Петрович (18.11.1944) (1897—1962)
- Елян, Амо Сергеевич (18.11.1944) (1903—1965)
- Жеваник, Михаил Митрофанович (08.09.1943) (1903—1957)
- Землеруб, Виктор Абрамович (18.11.1944) (1910—1995)
- Иванов, Евгений Николаевич (18.11.1944) (1903—1968)
- Иванов, Николай Дмитриевич (18.11.1944) (1907—1992)
- Ивановский, Георгий Иванович (18.11.1944) (1906—1985)
- Ивченков, Владимир Лукьянович (18.11.1944) (1903—1950)
- Каневский, Борис Иванович (08.09.1943) (1881—1954)
- Карасёв, Николай Павлович (18.11.1944) (1907—1999)
- Карпов, Алексей Яковлевич (18.11.1944) (1895—1964)
- Кикоин, Михаил Иосифович (18.11.1944) (1898—1982)
- Колбасин, Сергей Григорьевич (16.05.1944) (1895—1952)
- Колобов, Михаил Александрович (24.12.1943) (1899—1960)
- Комаров, Николай Герасимович (18.11.1944) (1901—1988)
- Константинов, Владимир Николаевич (18.11.1944) (1907—1971)
- Костыгов, Владимир Георгиевич (18.11.1944) (1903—1974)
- Крысин, Иван Петрович (18.11.1944) (1910—1993)
- Кузнецов, Николай Николаевич (07.12.1942) (1903—1983)
- Ларман, Эмиль Карлович (16.11.1943) (1898—1980)
- Лопуховский, Степан Николаевич (18.11.1944) (1904—1955)
- Манжурин, Николай Евдокимович (07.06.1943) (1898—1961)
- Марецкий, Дмитрий Иванович (18.11.1944) (1899—1963)
- Мирзаханов, Илларион Аветович (18.11.1944) (1887—1960)
- Морозов, Василий Афанасьевич (29.03.1944) (1893—1964)
- Мышецкий, Дмитрий Александрович (07.03.1943) (1894—1971)
- Невструев, Семён Абрамович (20.10.1943) (1900—1976)
- Николаев, Сергей Михайлович (10.05.1944) (1898—1989)
- Новиков, Владимир Николаевич (18.11.1944) (1907—2000)
- Новиков, Григорий Маркелович (18.11.1944) (1898—1968)
- Носовский, Наум Эммануилович (18.11.1944) (1905—1978)
- Оглоблин, Иван Николаевич (01.10.1942) (1897—1968)
- Ольшанский, Владимир Леонардович (07.06.1943) (1897—1984)
- Оппоков, Глеб Викторович (07.02.1943) (1892—1966)
- Пастухов, Борис Михайлович (18.11.1944) (1904—1968)
- Поликарпов, Михаил Иванович (16.05.1944) (1900—1972)
- Пономарёв, Валериан Корнельевич (18.11.1944) (1898—1955)
- Потапов, Николай Иванович (23.04.1943) (1899—1973)
- Рабинович, Давид Петрович (20.04.1945) (1902—1995)
- Рожков, Павел Лаврентьевич (07.06.1943) (1902—1965)
- Савченко, Александр Самсонович (24.12.1943) (1900—1966)
- Саханицкий, Анатолий Викторович (18.11.1944) (1897—1977)
- Сергеев, Александр Николаевич (16.10.1943) (1901—1958)
- Сергиенко, Аким Михайлович (17.11.1942) (1897—1965)
- Серебряков, Михаил Евгеньевич (17.11.1942) (1892—1974)
- Серебряков, Сергей Михайлович (18.11.1944) (1896—1966)
- Симзен, Юрий Михайлович (08.09.1943) (1896—1971)
- Слухоцкий, Владимир Евгеньевич (18.11.1944) (1902—1976)
- Смахтин, Михаил Петрович (18.11.1944) (1897—1959)
- Соловьёв, Николай Константинович (07.06.1943) (1901—1966)
- Сорокин, Степан Андреевич (17.11.1942) (1900—1959)
- Струсельба, Михаил Максимович (07.06.1943) (1899—1959)
- Талакин, Александр Михайлович (17.11.1942) (1898—1958)
- Тихонович, Вячеслав Степанович (07.02.1943) (1884—1956)
- Толочков, Алексей Александрович (21.07.1942) (1893—1974)
- Удалов, Николай Алексеевич (09.02.1944) (1902—1972)
- Фомин, Василий Иванович (18.11.1944) (1899—1960)
- Франкфурт, Самуил Григорьевич (18.11.1944) (1904—1976)
- Фраткин, Борис Абрамович (18.11.1944) (1907—1966)
- Хазанов, Борис Абрамович (18.11.1944) (1903—1995)
- Цыбин, Владимир Яковлевич (01.10.1942) (1903—1955)
- Цыганков, Алексей Степанович (20.10.1943) (1901—1954)
- Шевченко, Александр Иванович (18.11.1944) (1904—1979)

## Список инженер-генерал-майоров
- Дубинин, Александр Кузьмич (03.11.1951) (1907—1969)
- Квочкин, Павел Васильевич (27.01.1951) (1906—1977)
- Лабайдин, Александр Фёдорович (27.01.1951) (1906—1962)
- Лебедев, Сергей Сергеевич (03.11.1951) (1902—1995)
- Лукницкий, Николай Николаевич (13.12.1942) (1876—1951)
- Малыгин, Иван Иванович (13.12.1942) (1901—1950)
- Никаноров, Пётр Алексеевич (27.01.1951) (1904—1979)
- Орлов, Иван Никитич (27.01.1951) (1900—1968)
- Циферов, Михаил Иванович (03.11.1951) (1911—1987)